# 永見貞親
永見 貞親（ながみ さだちか）は、戦国時代から安土桃山時代にかけての武将、神主。永見貞英の子。永見貞愛の叔父であり養父。知立神社31代神主、知立城主。